# Tersko-Kalambetski
Tersko-Kalambetski - Терско-Каламбетский (rus) - és un khútor, un poble, del krai de Krasnodar, a Rússia. Es troba a les terres baixes de Kuban-Azov, a 8 km al sud de Tbilísskaia i a 94 km a l'est de Krasnodar, la capital.
Pertany al municipi de Màrinski.